# جوليان بوتيه
جوليان بوتيه (بالفرنسية: Julien Boutter)‏ (ولد في 5 أبريل 1974، في فرنسا). هو لاعب كرة مضرب فرنسي معتزل.

## روابط خارجية
- جوليان بوتيه على موقع رابطة محترفي التنس (الإنجليزية)
- جوليان بوتيه على موقع الاتحاد الدولي لكرة المضرب (الإنجليزية)
- جوليان بوتيه على موقع خلاصة التنس.كوم (الإنجليزية)